# Jardin de Marianne
Le jardin de Marianne, anciennement désigné sous le nom de square de la Place-de-la-Nation, est un jardin municipal du 12e arrondissement de Paris.

## Situation et accès
Le jardin de Marianne est situé au centre de la place de la Nation autour du Triomphe de la République, monument en bronze datant de 1899 et sculpté par Jules Dalou. À l'origine, la place était occupée par un bassin. 
En 1908, quatre monstres des mers en bronze dotés de jets d'eau, réalisés par le sculpteur animalier Georges Gardet, sont installés dans le bassin. Ces éléments seront enlevés sous le régime de Vichy pour récupération du métal par l'occupant allemand. Le bassin disparaîtra durant les années 1960 lors de la construction de la première ligne du réseau express régional (RER) qui passe sous la place de la Nation.
Le site est accessible par le 6, place de la Nation.
Il est desservi par les lignes 1, 2, 6 et 9 à la station Nation et par la ligne A du RER à la gare de Nation.

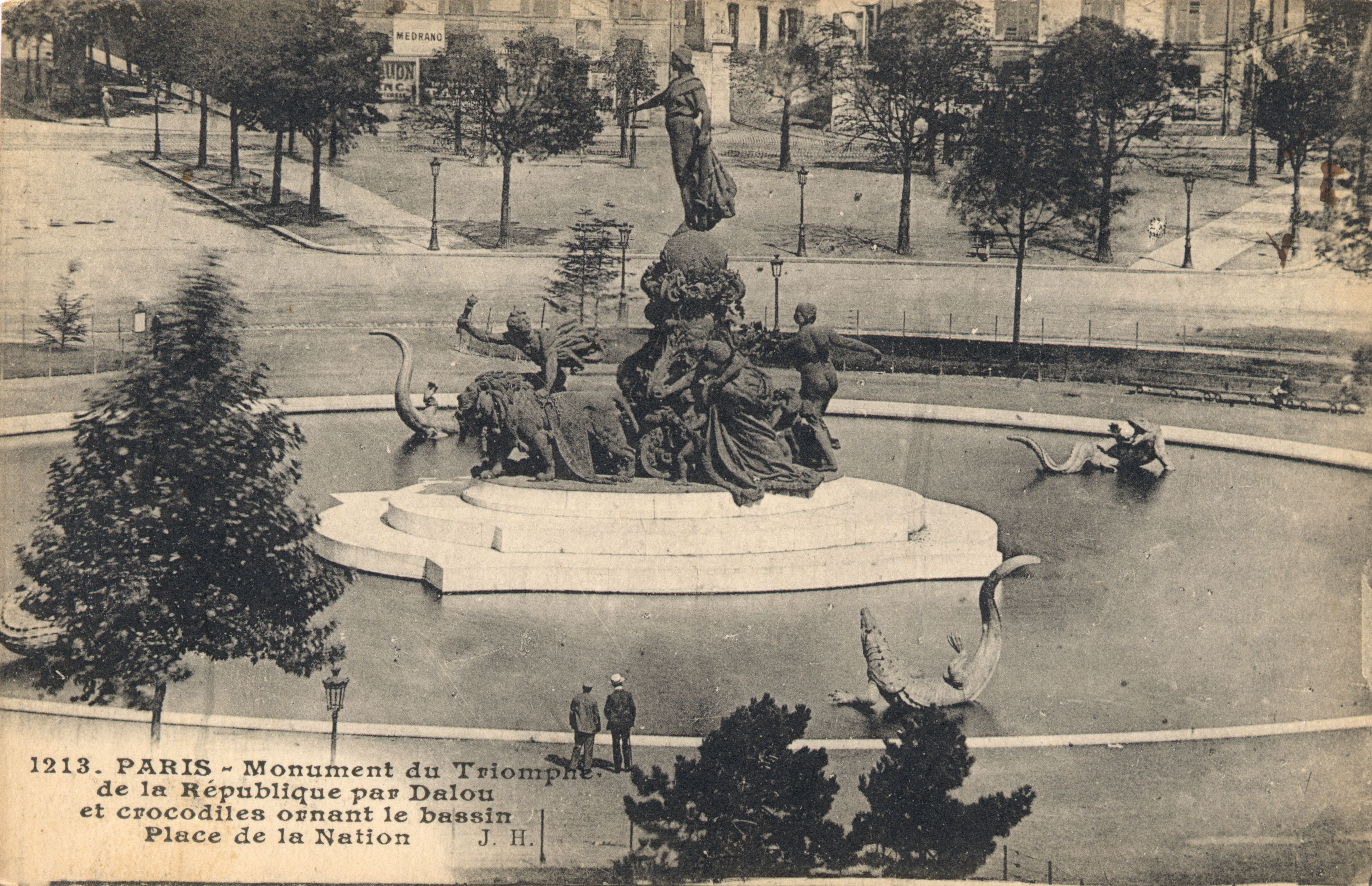
Le bassin vers 1908.
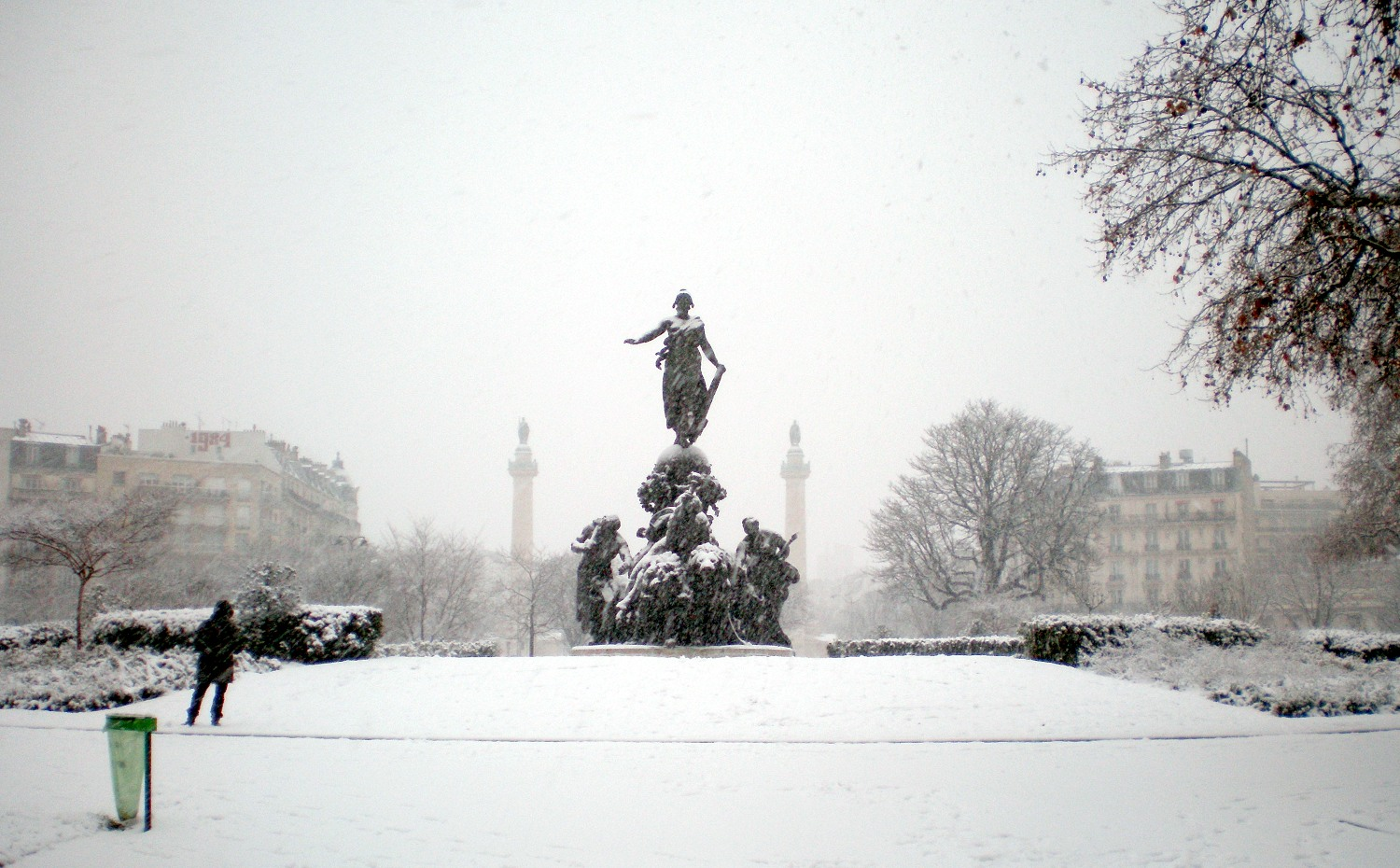
L'ancien square de la Place-de-la-Nation, actuel jardin de Marianne, un matin d'hiver, sous la neige en décembre 2010.

## Historique
L'ancien square de la Place-de-la-Nation, renommé jardin de Marianne en référence au monument de Dalou, a été agrandi lors des travaux de réaménagement de la place, terminés en 2019. Sa surface est ainsi portée à 11 686 m2, 45 nouveaux arbres ainsi que 2 950 arbustes (758 mellifères et 254 fruitiers) ont été plantés. Le jardin de Marianne compte aussi un espace de brumisation, deux aires de jeux et deux aires de pétanque.